# وریشه مرادی
وریشه مرادی (کردی: وریشه مورادی؛ زاده ۱۳۶۴) معروف به جوانا سنه، فعال سیاسی، فعال حقوق زنان، فعال محیط زیست و زندانی سیاسی کرد اهل ایران است. او توسط قوه قضائیه جمهوری اسلامی ایران، به «بغی» متهم و با حکم قاضی دادگاه انقلاب به اعدام محکوم شد.
مرادی متولد سال ۱۳۶۴ در سنندج است و فارغ‌التحصیل کارشناسی یکی از دانشگاه‌های کردستان است. او فعال محیط زیست و برابری جنسیتی است.

## بازداشت
در تاریخ ۱۰ مرداد ۱۴۰۲، وریشه مرادی توسط مأموران امنیتی نظام جمهوری اسلامی ایران بازداشت و به مکان نامعلومی منتقل شد. نیروهای امنیتی، پس از بازداشت، وریشه مرادی را مورد ضرب‌وشتم شدید قرار دادند.
به‌گزارش هه‌نگاو، تا مدت‌ها پس از بازداشت، اطلاعاتی از وریشه مرادی در دسترس نبود و جمهوری اسلامی دست به ناپدیدسازی قهری زد. او ۱۳ روز اول بازداشت را در بازداشتگاه وزارت اطلاعات جمهوری اسلامی ایران در سنندج گذراند و در اواخر مرداد به بند ۲۰۹ اوین در تهران انتقال یافت.

## اتهامات
در تاریخ ۱۹ بهمن ۱۴۰۲، شبکه حقوق بشر کردستان اعلام کرد که وریشه مرادی درطول بازداشت خود، دوبار به بازپرسی دادسرای عمومی و انقلاب تهران احضار و به اتهام «بغی» تفهیم اتهام شده است. شعبه ۱۵ دادگاه انقلاب اسلامی تهران به ریاست ابوالقاسم صلواتی وریشه مرادی را به اعدام محکوم کرد. شبکه حقوق بشر کردستان اعلام کرد که او در جلسات دادگاه اجازه دفاع از خود نداشت.

## شهروندی افتخاری
در مهٔ ۲۰۲۵، شورای شهر پوجیبونسی در ایتالیا با اکثریت آرا به وریشه مرادیشهروندی افتخاری اعطا کرد. شهردار این شهر با انتشار پیامی در شبکه‌های اجتماعی ضمن ابراز همدردی با مرادی، از این تصمیم خبر داد.